# Literaturjahr 1916
Liste der Literaturjahre

◄◄ | ◄ | 1912 | 1913 | 1914 | 1915 | Literaturjahr 1916 | 1917 | 1918 | 1919 | 1920 | ►

Weitere Ereignisse

## Ereignisse

### Dadaismus

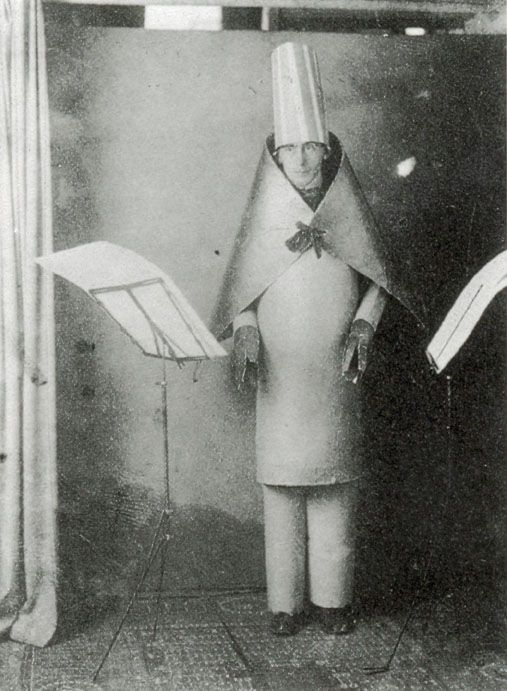
Hugo Ball bei einer Vorstellung im Cabaret Voltaire, 1916

Hugo Ball, Emmy Hennings, Tristan Tzara, Richard Huelsenbeck, Marcel Janco und Hans Arp gründen in Zürich die künstlerische und literarische Bewegung des Dadaismus. Dada zeichnet sich durch Ablehnung „konventioneller“ Kunst bzw. Kunstformen und bürgerlicher Ideale aus. Vom Dada gehen erhebliche Impulse auf die Kunst der Moderne bis hin zur heutigen zeitgenössischen Kunst aus.

### Prosa

#### Kurzgeschichten
- April: Die Kurzgeschichte Leichter Atem von Iwan Bunin erscheint in der Moskauer Zeitung Russkoje slowo.
- Mai: Die Kurzgeschichte Kasimir Stanislawowitsch von Iwan Bunin erscheint in der Petrograder Zeitschrift Letopis.
- Mai: Die Kurzgeschichte Enoch Soames von Max Beerbohm erscheint in The Century Magazine.
- 18. November:  In der US-amerikanischen Zeitung The Saturday Evening Post erscheint erstmals Jeeves Takes Charge (Jeeves übernimmt das Ruder) von P. G. Wodehouse, die Kurzgeschichte, die das erste Zusammentreffen von Bertie und Jeeves schildert.

#### Novellen, Romane und Sammlungen
- 29. Dezember: James Joyce veröffentlicht den autobiographischen Roman A Portrait of the Artist as a Young Man (Ein Porträt des Künstlers als junger Mann). In dem Bildungsroman wendet er erstmals die Erzähltechnik des Bewusstseinsstroms für die Gedanken seines alter egos Stephen Dedalus an.

- In Berlin erscheint der historische Roman Die drei Sprünge des Wang-lun von Alfred Döblin.
- In Leipzig erscheint die Novelle Der Gaukler von Bologna von Franz Karl Ginzkey.
- In Leipzig erscheint von Hermann Harry Schmitz postum das Buch der Katastrophen, eine Sammlung meist satirischer oder grotesker Erzählungen.
- Der Roman Mäeküla piimamees von Eduard Vilde erscheint.

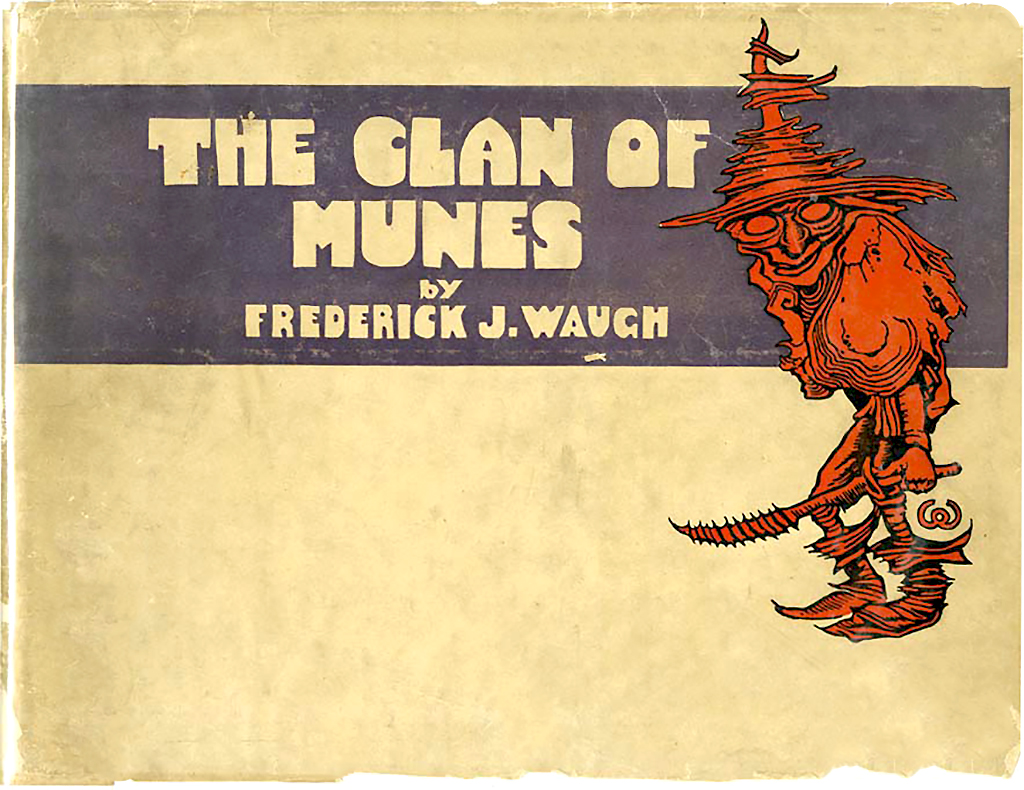
The Clan of Munes, Originalcover 1916

- Mit The Clan of Munes erscheint bei Charles Scribner’s Sons der einzige Roman des Malers und Illustrators Frederick Judd Waugh. Trotz positiver Kritiken bleibt das lediglich 56 Seiten umfassende selbstillustrierte Buch ein Ladenhüter und Waugh kauft die verbliebenen Exemplare vom Verleger zurück.
- Mit 100.000 verkauften Exemplaren erscheint Wer die Heimat liebt wie Du als der erfolgreichste Heimatroman des evangelischen Pfarrers und Schriftstellers Artur Brausewetter, den er im Vorsatzblatt Paul von Hindenburg widmet.

### Lyrik
- Peter Rosegger und Ottokar Kernstock verfassen einen Gedichtband mit nationalistischer Kriegslyrik.
- Als Teil einer Komödie entsteht das 1917 separat veröffentlichte Lied Li’l Liza Jane.

### Drama

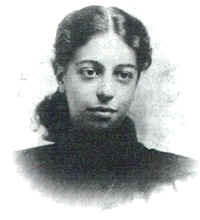
Angelina Weld Grimké

- 3. März: Das Theaterstück Rachel der Afroamerikanerin Angelina Weld Grimké, eines der ersten Stücke, die rassistisch motivierte Gewalt thematisieren, wird als Reaktion auf den rassistischen Stummfilm The Birth of a Nation unter der Schirmherrschaft der National Association for the Advancement of Colored People NAACP an einer Schule in Washington uraufgeführt. Anfangs wenig beachtet gilt es heute als Wegbereiter der Harlem Renaissance.
- 5. November: Die Komödie Die treue Magd von Bruno Frank wird gleichzeitig in Leipzig und Dresden uraufgeführt und erscheint im Druck. Das Werk bringt ökonomisch den erhofften Erfolg, während es bei der Kritik durchfällt.
- 17. Dezember: Das Drama Hans im Schnakenloch von René Schickele wird am Neuen Theater in Frankfurt am Main uraufgeführt.
- Das historische Drama Vasantasena von Lion Feuchtwanger wird uraufgeführt.
- Die Tragödie Winterballade von Gerhart Hauptmann nach Selma Lagerlöfs Erzählung Herrn Arnes Schatz aus dem Jahr 1904 entsteht.

### Wissenschaftliche Werke
- Der ungarische Philosoph Georg Lukács veröffentlicht die literaturtheoretische Studie Die Theorie des Romans. Sie gilt als einer der wichtigsten Beiträge zur Theorie des Romans.

### Bibliotheken
- 2. September: Die Deutsche Bücherei in Leipzig wird mit einem Festakt eingeweiht.

### Preisverleihungen
- Für seinen Novellenzyklus Karolinerna erhält der schwedische Dichter Verner von Heidenstam den Nobelpreis für Literatur „als eine Anerkennung seiner Bedeutung als Wortführer einer neuen Epoche in unserer schönen Literatur“.
- Als erster Preisträger wird Totius für Trekkerswee mit dem Hertzogprys ausgezeichnet.

## Geboren

### Januar bis April
- 10. Januar: Bernard Binlin Dadié, ivorischer französischsprachiger Schriftsteller († 2019)
- 16. Januar: Kyra Stromberg, deutsche Essayistin, Biografin und Übersetzerin († 2006)
- 18. Januar: Horst Adamietz, deutscher Journalist († 1985)
- 24. Januar: Albrecht Bürkle, deutscher Verlagslektor, Herausgeber und Verleger († 1963)
- 28. Januar: Vergílio Ferreira, portugiesischer Schriftsteller († 1996)

- 04. Februar: Gavin Ewart, britischer Lyriker († 1995)
- 07. Februar: Marcelle Lagesse, Journalistin und Schriftstellerin aus Mauritius († 2011)
- 11. Februar: Dionys Mascolo, französischer Verlagslektor und Schriftsteller († 1997)
- 11. Februar: Seweryna Szmaglewska, polnische Schriftstellerin († 1992)
- 12. Februar: Michel de Saint-Pierre, französischer Schriftsteller und Essayist († 1987)
- 22. Februar: Bill Gulick, US-amerikanischer Schriftsteller († 2013)

- 04. März: Giorgio Bassani, italienischer Schriftsteller und Publizist († 2000)
- 08. März: Manuel van Loggem, niederländischer Schriftsteller († 1998)
- 08. März: Robert Wolfgang Schnell, deutscher Schriftsteller († 1986)
- 15. März: Gomikawa Jumpei, japanischer Schriftsteller († 1995)
- 15. März: Blas de Otero, spanischer Lyriker († 1979)
- 17. März: Volodia Teitelboim, chilenischer Schriftsteller († 2008)
- 26. März: Sterling Hayden, US-amerikanischer Schauspieler und Autor († 1986)
- 30. März: Carl Helmut Steckner, deutscher Maler, Journalist und Regionalforscher († 2003)

- 01. April: Otto Schulmeister, österreichischer Publizist und Chefredakteur († 2001)
- 10. April: Hans-Egon Hass, deutscher Germanist und Herausgeber († 1969)
- 12. April: Beverly Cleary, US-amerikanische Schriftstellerin von Kinder- und Jugendliteratur († 2021)
- 13. April: Finn Søeborg, dänischer Schriftsteller und Humorist († 1992)
- 26. April: Morris L. West, australischer Schriftsteller († 1999)

### Mai bis August
- 03. Mai: Pierre Emmanuel, französischer Dichter und Kulturrepräsentant († 1984)
- 06. Mai: Geneviève Callerot, französische Schriftstellerin († 2025)
- 06. Mai: Andrée Clair, französische Schriftstellerin († 1982)
- 08. Mai: Burton R. Pollin, US-amerikanischer Literaturwissenschaftler und Edgar Allan Poe-Forscher († 2009)
- 10. Mai: Alfred Weidenmann, deutscher Jugendbuchautor und Regisseur († 2000)
- 11. Mai: Camilo José Cela, spanischer Schriftsteller und Nobelpreisträger († 2002)
- 17. Mai: Robin Maugham, britischer Schriftsteller († 1981)
- 17. Mai: Lenka Reinerová, deutsch-tschechische Schriftstellerin und Journalistin († 2008)
- 19. Mai: Alfred Shaughnessy, britischer Autor, Dramatiker und Filmschaffender († 2005)
- 21. Mai: Julia Chamorel, Schweizer Schriftstellerin und Dramatikerin († 2009)
- 21. Mai: Harold Robbins, US-amerikanischer Schriftsteller († 1997)
- 24. Mai: Hans Kasper, deutscher Schriftsteller († 1990)
- 28. Mai: Walker Percy, US-amerikanischer Schriftsteller († 1990)
- 31. Mai: Bernard Lewis, britisch-amerikanischer Publizist und Historiker († 2018)

- 09. Juni: Jurij Brězan, sorbischer Schriftsteller († 2006)
- 16. Juni: Ebenezer Ako-Adjei, ghanaischer Politiker, Rechtsanwalt, Verleger und Journalist († 2002)
- 29. Juni: Runer Jonsson, schwedischer Schriftsteller und Journalist († 2006)
- 30. Juni: Karl Neumann, deutscher Kinder- und Jugendschriftsteller († 1985)

- 06. Juli: Harold Norse, US-amerikanischer Autor, Lyriker († 2009)
- 06. Juli: Unica Zürn, deutsche Zeichnerin und Prosa-Schriftstellerin († 1970)
- 14. Juli: Natalia Ginzburg, italienische Autorin († 1991)
- 24. Juli: John D. MacDonald, US-amerikanischer Schriftsteller († 1986)
- 27. Juli: Elizabeth Hardwick, US-amerikanische Literaturkritikerin und Schriftstellerin († 2007)
- 27. Juli: Henry H. H. Remak, US-amerikanischer Literaturwissenschaftler († 2009)

- 06. August: Ernst Schwarz, österreichischer Sinologe, Lyriker, Essayist und Übersetzer († 2003)
- 11. August: Élisabeth Burnod, französischsprachige Schweizer Schriftstellerin († 1979)
- 12. August: Ralph Nelson, US-amerikanischer Regisseur und Drehbuchautor († 1987)
- 23. August: Günter Sachse, deutscher Schriftsteller († 2008)
- 27. August: Lis Kleeberg, deutsche Schriftstellerin († 2019)
- 28. August: Jack Vance, US-amerikanischer Science-Fiction-Autor († 2013)

### September bis Dezember
- 02. September: Liu Baiyu, chinesischer Schriftsteller und Kulturpolitiker († 2005)
- 12. September: Mary Stewart, britische Schriftstellerin († 2014)
- 13. September: Roald Dahl, walisischer Schriftsteller († 1990)
- 20. September: Paul Parin, Schweizer Psychoanalytiker und Schriftsteller († 2009)
- 21. September: Françoise Giroud, französische Schriftstellerin († 2003)
- 25. September: Jessica Anderson, australische Schriftstellerin († 2010)
- 27. September: S. Yizhar, israelischer Schriftsteller († 2006)
- 29. September: İsmet Kür, türkische Schriftstellerin († 2013)

- 01. Oktober: Debora Vaarandi, estnische Lyrikerin und Übersetzerin († 2007)
- 02. Oktober: Asta Willmann, estnische Schriftstellerin († 1984)
- 03. Oktober: James Herriot, britischer Tierarzt und Schriftsteller († 1995)
- 06. Oktober: Vern Sneider, US-amerikanischer Schriftsteller († 1981)
- 12. Oktober: Wilhelm Muster, österreichischer Schriftsteller und literarischer Übersetzer († 1994)
- 16. Oktober: Werner Buxa, deutscher Offizier und Autor († 1998)
- 23. Oktober: Maria Rosseels, flämisch-belgische Schriftstellerin und Journalistin († 2005)
- 25. Oktober: Max Caflisch, Schweizer Typograf, Buchgestalter und Schrift-Kenner († 2004)
- 27. Oktober: Kazimierz Brandys, polnischer Schriftsteller († 2000)
- 27. Oktober: Heinz Zache, deutscher Kinderbuchautor (?)

- 03. November: Harry Lampert, US-amerikanischer Cartoonist und Autor († 2004)
- 03. November: Anna Sebastian, österreichische Schriftstellerin englischer Sprache († 1953)
- 08. November: Peter Weiss, deutscher Schriftsteller, Maler und Graphiker († 1982)
- 09. November: Helmut Wandmaker, deutscher Unternehmer und Buchautor († 2007)
- 12. November: Talbot Rothwell, britischer Autor und Drehbuchautor († 1981)
- 14. November: Sherwood Schwartz, US-amerikanischer Fernsehproduzent und Drehbuchautor († 2011)
- 17. November: Shelby Foote, US-amerikanischer Schriftsteller und Historiker († 2005)
- 18. November: Miroslav Šašek, tschechoslowakischer Kinderbuchautor und -zeichner († 1980)
- 20. November: Thomas McGrath, US-amerikanischer Schriftsteller und Dichter († 1990)
- 22. November: Jürgen Lenz, deutscher Schriftsteller und Journalist († 1990)
- 23. November: P. K. Page, kanadische Dichterin, Autorin und Künstlerin († 2010)
- 24. November: Forrest J Ackerman, US-amerikanischer Herausgeber, Verleger und Autor († 2008)

- 09. Dezember: Wolfgang Hildesheimer, deutscher Schriftsteller und Maler († 1991)
- 14. Dezember: Shirley Jackson, US-amerikanische Schriftstellerin († 1965)
- 19. Dezember: Manoel de Barros, brasilianischer Schriftsteller und Lyriker († 2014)
- 20. Dezember: Gonzalo Rojas, chilenischer Dichter († 2011)
- 23. Dezember: Dino Risi, italienischer Filmregisseur und Drehbuchautor († 2008)
- 26. Dezember: Rüdiger Proske, deutscher Journalist und Buchautor († 2010)

### Genaues Geburtsdatum unbekannt
- Edward Sidney Aarons, US-amerikanischer Schriftsteller († 1975)
- Abdullah Afeef Didi, maledivischer Übersetzer und Politiker († 1993)
- Takis Varvitsiotis, griechischer Dichter und Übersetzer († 2011)

## Gestorben

### Erstes Halbjahr

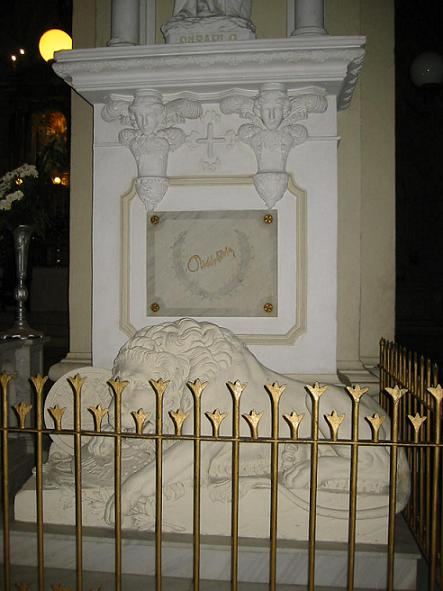
Rubén Daríos Grab

- 06. Februar: Rubén Darío, nicaraguanischer Schriftsteller (* 1867)
- 08. Februar: Gustav Falke, deutscher Schriftsteller (* 1853)
- 17. Februar: Maurice Vignaux, französischer Billardweltmeister und Fachbuchautor (* 1846)
- 20. Februar: Klas Pontus Arnoldson, schwedischer Journalist, Politiker und Friedensnobelpreisträger (* 1844)
- 28. Februar: Henry James, britischer Schriftsteller (* 1843)

- 02. März: Elisabeth zu Wied, Königin von Rumänien und unter dem Namen Carmen Sylva Schriftstellerin (* 1843)
- 12. März: Marie von Ebner-Eschenbach, österreichische Schriftstellerin (* 1830)

- 30. April: Paul Schlenther, deutscher Theaterkritiker, Schriftsteller und Theaterdirektor (* 1854)
- 10. Mai: Robert Kraft, deutscher Schriftsteller (* 1869)
- 13. Mai: Scholem Alejchem, jiddischer Schriftsteller (* 1859)
- 13. Mai: Margaret Benson, britische Ägyptologin und Autorin (* 1865)
- 17. Mai: Wilhelm Hübbe-Schleiden, deutscher Forschungsreisender, Theosoph und Schriftsteller (* 1846)
- 28. Mai: Iwan Franko, ukrainischer Dichter (* 1856)
- 29. Mai: Jan Otto, tschechischer Verleger (* 1841)
- 31. Mai: Gorch Fock, deutscher Dichter (* 1880)
- 23. Juni: Heinrich Hansjakob, deutscher Volksschriftsteller (* 1837)

### Zweites Halbjahr
- 04. Juli: Alan Seeger, US-amerikanischer Poet (* 1888)
- 06. Juli: Kurd Adler, deutscher Lyriker (* 1892)
- 09. Juli: Ueda Bin, japanischer Literaturwissenschaftler, Dichter und Übersetzer (* 1874)
- 18. Juli: Mite Kremnitz, deutsche Schriftstellerin (* 1852)

- 09. August: Lily Braun, deutsche Schriftstellerin (* 1865)
- 13. August: Pierre de Ségur, französischer Schriftsteller (* 1853)
- 17. August: Johann Hinrich Fehrs, deutscher Erzähler und Lyriker (* 1838)
- 27. August: Petar Kočić, bosnisch-serbischer Schriftsteller (* 1877)

- 06. Oktober: Karl von Schlözer, deutscher Diplomat und Schriftsteller (* 1854)
- 10. Oktober: Elisabeth Halden, deutsche Kinder- und Jugendbuchautorin (* 1841)
- 14. November: Saki, britischer Schriftsteller (* 1870)

Büste Henryk Sienkiewicz’ in der Kirche Domine Quo Vadis? an der Via Appia Antica in Rom

- 15. November: Henryk Sienkiewicz, polnischer Schriftsteller (* 1846)

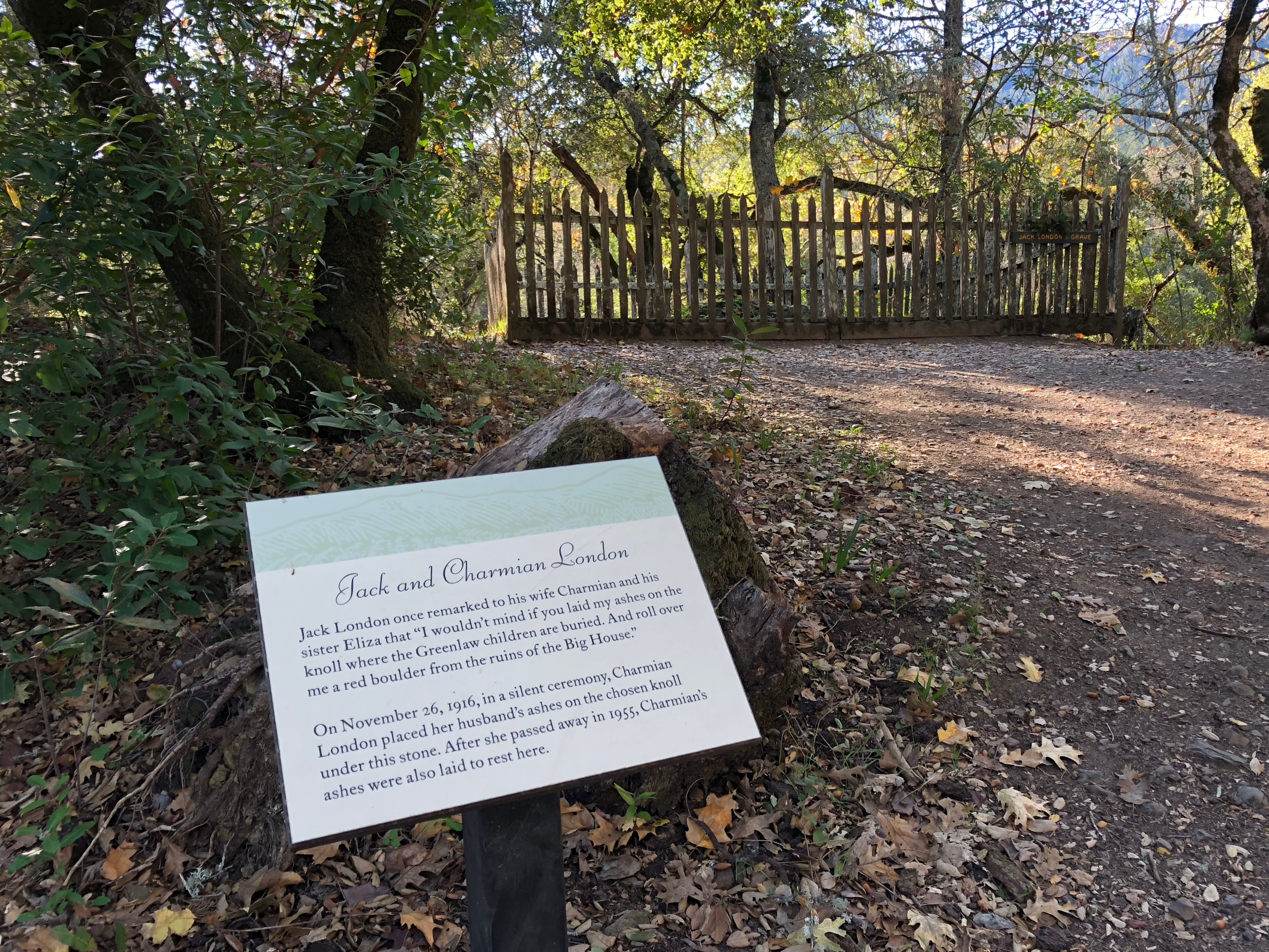
Grabstelle von Jack und Charmian London auf dem Gelände ihrer Farm, heute Jack London State Historic Park

- 22. November: Jack London, US-amerikanischer Schriftsteller (* 1876)
- 27. November: Émile Verhaeren, belgischer Dichter (* 1855)

- 05. Dezember: Gustav Sack, deutscher Schriftsteller, Lyriker und Dramatiker (* 1885)
- 09. Dezember: Natsume Sōseki, japanischer Schriftsteller (* 1867)
- 14. Dezember: Norbert von Hellingrath, deutscher Germanist und Hölderlin-Experte (* 1888)
- 20. Dezember: Ödön Rádl, rumänisch-ungarischer Jurist und Schriftsteller (* 1856)
- 25. Dezember: Wilhelmine von Hillern, deutsche Schauspielerin und Schriftstellerin (* 1836)

### Genaues Todesdatum unbekannt
- Felix Schloemp, deutscher Schriftsteller, Satiriker und Herausgeber (* 1880)